# Jean-Louis Boudet
Pour les articles homonymes, voir Boudet.
Jean-Louis Boudet est un artiste plasticien français, né à Paris le 5 janvier 1935, et mort à Marseille le 20 décembre 2022.

## Biographie
Diplômé en sculpture de l’École d'Art de Marseille ; diplômé de l’École Boulle - École Nationale des Arts Appliqués aux Industries de l'Ameublement.
À partir de 1972, il réalise de nombreuses commandes pour l’État, des collectivités territoriales et des commandes privées outre participer à des expositions de groupe et des salons d’art. Il effectue des expositions personnelles de sculpture et de peinture à partir de 1989. Certaines de ses œuvres ont été acquises par le musée Cantini (Marseille),  le Musée d'Art contemporain de Marseilleet le Conseil Général des Bouches-du-Rhône.
En coopération avec l'architecte-urbaniste Alain Amedeo, Jean-Louis Boudet a notamment habillé la station Sainte-Marguerite - Dromel (métro de Marseille), terminus de la Ligne 2 du Métro de Marseille.